# الفرید کروپ فون بوهلن و هالباخ
الفرید کروپ فون بوهلن و هالباخ (انگلیسی: Alfried Krupp von Bohlen und Halbach; ۱۳ اوت ۱۹۰۷ – ۳۰ ژوئیهٔ ۱۹۶۷) کارآفرین، و قایقران قایق بادبانی اهل آلمان بود.